# Cychrotonus decoratus
Cychrotonus decoratus är en skalbaggsart som beskrevs av Marshall, G.A.K. 1919. Cychrotonus decoratus ingår i släktet Cychrotonus, och familjen vivlar. Inga underarter finns listade i Catalogue of Life.